# Ramdohrite
La ramdohrite è un minerale.